# Grenadier — The Senshi of Smiles
Grenadier — The Senshi of Smiles (яп. グレネーダー　～ほほえみの閃士～) — комедійна манґа, яка була випущена в 2003–2006 роках. Згодом, на основі перших її танкобонів було знято аніме, яке транслювалося телемережею WOWOW в 2004–2005 роках в Японії.

## Сюжет
Головна героїня аніме та манґи, Тенді Русюна разом з мечником Ядзіро Кодзімою вирушають в подорож до столиці. У час мандрівки вони зустрічають нових друзів та ворогів, що посилаються аґентім імператриці. Але по прибуттю до столиці їм відкривається страшна таємниця.

## Перелік персонажів
Тендо Русюна (яп. 天道琉朱菜) — шістнадцятирічна героїня аніме та манґи. Золотокудра білявка з великими грудьми. Вправно користується вогнепальною зброєю, але воліє вирішувати проблеми мирним способом.
Сейю: Такахаші Мікако
Ядзіро Кодзіма (яп. 虎島弥次郎) — повстанець — найманець, чудово володіє мечем, але недолюблює вогнепальну зброю.
Сейю: Накаї Кадзуо
Мікан Куренай (яп. 紅みかん) — дівчинка, яка продає повітряні кульки. Її батьки були вбиті бандитами та вона присягнулася помститися.
Сейю: Мацуока Юкі